# 849 Ara
849 Ara
849 Ara là một tiểu hành tinh ở vành đai chính. Nó được S. Beljavskij phát hiện ngày 9.2.1912 ở Simeiz (Krym, Ukraina), và được đặt theo tên tổ chức American Relief Administration (ARA), nhằm đánh giá cao việc tổ chức này cứu trợ nạn đói ở Nga các năm 1922–1923.